# Thomisops
Thomisops Karsch, 1879 è un genere di ragni appartenente alla famiglia Thomisidae.

## Distribuzione
Le 10 specie note di questo genere sono state rinvenute in Africa (8 specie) e in Cina (2 specie): le specie dall'areale più vasto sono la T. pupa e la T. sulcatus, rinvenute in diverse località dell'Africa

## Tassonomia
Non sono stati esaminati esemplari di questo genere dal 2010.
A gennaio 2015, si compone di 10 specie:
1. Thomisops altus Tang & Li, 2010 — Cina
2. Thomisops bullatus Simon, 1895 — Africa meridionale
3. Thomisops cretaceus Jézéquel, 1964 — Costa d'Avorio, Camerun
4. Thomisops granulatus Dippenaar-Schoeman, 1989 — Sudafrica
5. Thomisops lesserti Millot, 1942 — Africa occidentale, centrale e meridionale
6. Thomisops melanopes Dippenaar-Schoeman, 1989 — Sudafrica
7. Thomisops pupa Karsch, 1879[2] — Africa
8. Thomisops sanmen Song, Zhang & Zheng, 1992 — Cina
9. Thomisops senegalensis Millot, 1942 — Africa occidentale, centrale e meridionale
10. Thomisops sulcatus Simon, 1895 — Africa

### Specie trasferite
- Thomisops crassiceps Strand, 1913; trasferita al genere Holopelus Simon, 1886[1]

### Sinonimi
- Thomisops eremita Lawrence, 1952; posta in sinonimia con T. lesserti Millot, 1942 a seguito di un lavoro dell'aracnologa Dippenaar-Schoeman (1989b)[1].
- Thomisops nigroannulatus Lawrence, 1942; posta in sinonimia con T. sulcatus Simon, 1895 a seguito di un lavoro dell'aracnologa Dippenaar-Schoeman (1989b)[1].